# Eleonora Di Miele
Eleonora Di Miele (Monsummano Terme, 7 marzo 1979) è un'attrice, conduttrice televisiva, ballerina, cantante e modella italiana.

## Biografia
Inizia all'età di tre anni a studiare danza classica e, successivamente, modern/jazz, contemporanea e tango argentino. Oltre alla danza, studia canto e recitazione. Dopo aver ultimato gli studi di presso l'Istituto d'Arte A. Passaglia di Lucca, studia Scenografia Teatrale presso l'Accademia di Belle Arti di Firenze.
Nel 1997 arriva seconda nel programma in onda su Canale 5, Bellissima. Precedentemente aveva partecipato come showgirl al programma di Canale 5, Sotto a chi tocca, ed era arrivata prima come ballerina al concorso Castrocaro Terme voci e volti nuovi. Tra il 1997 e 1998 lavora come attrice e ballerina nel programma Scatafascio su Italia 1, e nella stagione televisiva 1998-1999 come cantante a Domenica In. A diciotto anni inizia a lavorare come conduttrice radiofonica nell'emittente toscana Radio Quattro e nel 1999 debutta come conduttrice televisiva nel programma Lion Network su TMC 2.
Nel 1999 esordisce nel cinema, partecipando al film Bagnomaria, regia di Giorgio Panariello; l'anno successivo è protagonista, con il ruolo di Marzia, di un episodio del film Faccia di Picasso, regia di Massimo Ceccherini. Negli stessi anni scrive e incide le canzoni Dimmi dove (1999) e Per sempre (2000).
Dopo la partecipazione a Call Game di LA7 e Cuccioli (2002), l'anno successivo è protagonista di Tutti i sogni del mondo, miniserie TV, entrambe, dirette da Paolo Poeti e trasmesse da Rai 2. Dal 2002 al 2006 interpreta il ruolo di Jessica Campioni nella serie TV di Canale 5, Carabinieri. Nel 2005 è chiamata da Emilio Fede a condurre Sipario del TG4; l'anno dopo partecipa, anche, ad una puntata della quinta stagione della serie TV Don Matteo ed è protagonista della serie TV Nati ieri.
Lavora in teatro come attrice e autrice; nel 2004 recita il monologo sullo sterminio nazista, Don't forget e ne Il vino, la zara e le pulzelle. L'anno seguente è la protagonista femminile di Noio vulevòn savuàr, con protagonista maschile e regista Enrico Montesano. Inoltre, è autrice e protagonista di Sogno di stelle in lustrini e paillettes (2005) e Tutti pazzi per Hollywood (2006).
Nel 2007 gira la miniserie sulla vita di Santa Chiara e San Francesco, Chiara e Francesco, regia di Fabrizio Costa. Dal 28 marzo del 2008 al 2 aprile del 2010 è protagonista, nel ruolo di Alessia Righi, della soap opera di Canale 5, CentoVetrine. Per il grande schermo nel 2010 è protagonista insieme a Paolo Ruffini di Cacao, regia di Luca Rea e di Una favola da raccontare, regia di Aldo Pellegrini.

## Vita privata
È legata sentimentalmente all'attore Luca Ferrante da cui ha avuto due figli.

## Filmografia

### Cinema
- Bagnomaria, regia di Giorgio Panariello (1999)
- Faccia di Picasso, regia di Massimo Ceccherini (2000)
- Finalmente è arrivata l'estate, regia di Pier Giovanni Spiteri – cortometraggio (2009)
- Cacao, regia di Luca Rea (2010)
- Una favola da raccontare, regia di Aldo Aldo Pellegrini (2010)
- Se son rose, regia di Leonardo Pieraccioni (2018)
- Pare parecchio Parigi, regia di Leonardo Pieraccioni (2024)

### Televisione
- Cuccioli, regia di Paolo Poeti – miniserie TV (2002)
- Carabinieri – serie TV (2002-2005-2006)
- Tutti i sogni del mondo, regia di Paolo Poeti – miniserie TV (2003)
- Un posto tranquillo 2 – serie TV (2005)
- Don Matteo – serie TV, episodio 5x09 (2006)
- Nati ieri – serie TV (2006)
- Chiara e Francesco, regia di Fabrizio Costa – miniserie TV (2007)
- CentoVetrine – soap opera (2008-2010, 2011)
- Fosca Innocenti – serie TV (2023)

## Teatro
- Don't forget (2004)
- Il vino, la zara e le pulzelle (2004)
- Noio vulevòn savuàr (2005)
- Sogno di stelle in lustrini e paillettes (2005)
- Tutti pazzi per Hollywood (2006)

## Programmi TV
- Bellissima (Canale 5, 1997) – seconda classificata
- Scatafascio (Italia 1, 1997-1998) – attrice e ballerina
- Domenica In (Rai 1, 1998-1999) – cantante
- The Lion Network (TMC2, 1999-2000) – conduttrice
- Una canzone per te (2000) – conduttrice
- Call Game (LA7, 2001-2002) – conduttrice
- Giga TV (2001) – conduttrice
- Sipario Estate (Rete 4, 2005) – conduttrice
- Suonare Stella (Rai 2, 2006) – attrice protagonista
- Sipario del TG4 (Rete 4, 2007) – conduttrice

## Discografia

### Singoli
- 1999 – Dimmi dove
- 2000 – Per sempre